# Cononedys dichromatopa
Cononedys dichromatopa är en tvåvingeart som beskrevs av Mario Bezzi 1925. Cononedys dichromatopa ingår i släktet Cononedys och familjen svävflugor. Inga underarter finns listade i Catalogue of Life.